# Biało-Czerwoni
Biało-Czerwoni (de "Wit-Roden", een benaming die in de volksmond ook voor het Pools nationaal voetbalelftal wordt gebruikt) is de naam van een centrumlinkse politieke partij in Polen, die op 29 juni 2015 werd opgericht door onder meer de parlementariërs Andrzej Rozenek en Grzegorz Napieralski. Rozenek was eerder uit de partij Twój Ruch gestapt, waarvan hij onder meer officieel woordvoerder was geweest. Napieralski was in de jaren 2008-2011 leider van de postcommunistische SLD en in 2010 namens deze partij presidentskandidaat geweest, maar had die op 27 juni 2015 na een conflict met partijchef Leszek Miller verlaten. De partij zegt een sociaaldemocratisch model naar Scandinavisch voorbeeld na te streven.
Op 4 juli vormde de partij een fractie in de Sejm, die uit vier leden bestond. De partij hoopte aan de parlementsverkiezingen van 25 oktober 2015 mee te kunnen doen, maar wist niet genoeg handtekeningen te verzamelen om een landelijk kiescomité te kunnen registreren. Enkele leden van de BC stonden op de lijsten van de Sociale Beweging van de Republiek Polen (RS RP), die echter slechts 0,03% van de stemmen behaalde. Wel werd Grzegorz Napieralski als kandidaat van het Burgerplatform in de Senaat verkozen, zodat de partij toch parlementaire vertegenwoordiging kreeg.